# Ткачук Вікторія Вікторівна
Вікто́рія Ві́кторівна Ткачу́к (нар. 18 листопада 1994) — українська легкоатлетка, яка спеціалізується в бігу на 400 метрів та 400 метрів з бар'єрами, багаторазова чемпіонка та призерка національних першостей у спринтерських дисциплінах, рекордсменка України з естафетного бігу 4×400 метрів у приміщенні. Учасниця Літніх Олімпійських ігор (2016 та 2020).
На національних змаганнях представляє Донецьку область.

## Життєпис
Народилася у селі Пліщин Шепетівського району Хмельницької області.
Легкою атлетикою почала займатися у 2006 році у Нетішині, де її першим тренером став Олександр Краснов. З 2011 по 2014 рік навчалася у Донецькому вищому училищі олімпійського резерву ім. С. Бубки. У 2012 році була зарахована до відділення легкої атлетики Донецької ШВСМ. Протягом певного часу наставником перспективної спортсменки був заслужений тренер України Валерій Дорошенко, а згодом Ткачук почала тренуватися у ще одного заслуженого тренера України — Анатолія Чумака.
Починаючи з 2013 року, ставала неодноразовою переможницею та призеркою національних змагань з бігу на 400 м та бігу на 400 м з бар'єрами, у 2015 році стала бронзовою призеркою командного Чемпіонату Європи в Чебоксарах і того ж року взяла участь у чемпіонаті світу в Китаї.
2016 представила Україну на Літніх Олімпійських іграх в Ріо-де-Жанейро.
7 березня 2021 на чемпіонаті Європи в приміщенні в Торуні стала співавторкою національного рекорду з естафетного бігу 4×400 метрів (3.30,38) разом з Анною Рижиковою, Анастасією Бризгіною та Катериною Климюк.
4 серпня на Олімпіаді-2020 фінішувала шостою в забігу на 400 м з бар'єрами з результатом 53:79, показавши найкращий на той момент результат у своїй кар'єрі.

## Основні міжнародні виступи
| Рік  | Змагання                       | Місто          | Місце | Дисципліна | Примітки |
| ---- | ------------------------------ | -------------- | ----- | ---------- | -------- |
| 2012 | Чемпіонат світу серед юніорів  | Іспанія        | 2пф8  | 400 м      |          |
| 2012 | 4                              | 4×400 м        |       |            |          |
| 2013 | Чемпіонат Європи серед юніорів | Рієті          | 2заб7 | 400 м      |          |
| 2015 | Чемпіонат Європи серед молоді  | Таллінн        | 2пф4  | 400 м з/б  |          |
| 2015 | 5                              | 4×400 м        |       |            |          |
| 2015 | Командний чемпіонат Європи     | Чебоксари      | 7     | 400 м з/б  |          |
| 2015 | 3                              | 4×400 м        |       |            |          |
| 2015 | Чемпіонат світу                | Пекін          | 4заб6 | 400 м з/б  |          |
| 2016 | Чемпіонат Європи               | Амстердам      | 2пф3  | 400 м з/б  |          |
| 2016 | Олімпійські ігри               | Ріо-де-Жанейро | 2пф8  | 400 м з/б  |          |
| 2017 | Чемпіонат світу                | Лондон         | 4заб6 | 400 м з/б  |          |
| 2018 | Чемпіонат Європи               | Берлін         | 7     | 400 м з/б  |          |
| 2021 | Чемпіонат Європи в приміщенні  | Торунь         | 5     | 4×400 м    |          |
| 2021 | Олімпійські ігри               | Токіо          | 6заб2 | 4×400 м    |          |
| 2021 | 6                              | 400 м з/б      |       |            |          |